# Општина Уруапан (Мичоакан)
Уруапан (шп. Uruapan) општина је у Мексику у савезној држави Мичоакан. Општина се налази на надморској висини од 1620 м.

## Становништво
Према подацима из 2010. у општини је живело 315350 становника.

### Хронологија
| Година       | 2000                     | 2005                     | 2010                     |
| ------------ | ------------------------ | ------------------------ | ------------------------ |
| Становништво | 265699 (128112 / 137587) | 279229 (134583 / 144646) | 315350 (152442 / 162908) |

### Попис
| \| \| м \| \| \| ж \| \| 0—2 \| 8.906 \| \| \| 8.697 \| \| 3—5 \| 9.271 \| \| \| 8.855 \| \| 6—11 \| 19.189 \| \| \| 18.510 \| \| 12—14 \| 9.438 \| \| \| 9.293 \| \| 15—17 \| 9.760 \| \| \| 9.711 \| \| 18—24 \| 19.990 \| \| \| 21.196 \| \| 60+ \| 12.494 \| \| \| 14.886 \| \| Просек : \| 28,3 \| \| \| 29,6 \| |        |  |  |        |
| |        |  |  |        |
| | м      |  |  | ж      |
| 0—2 | 8.906  |  |  | 8.697  |
| 3—5 | 9.271  |  |  | 8.855  |
| 6—11 | 19.189 |  |  | 18.510 |
| 12—14 | 9.438  |  |  | 9.293  |
| 15—17 | 9.760  |  |  | 9.711  |
| 18—24 | 19.990 |  |  | 21.196 |
| 60+ | 12.494 |  |  | 14.886 |
| Просек : | 28,3   |  |  | 29,6   |

| #   | Индикатор                                                                                        | Вредност |
| --- | ------------------------------------------------------------------------------------------------ | -------- |
| 1   | Становништво од 0 до 2 године                                                                    | 17603    |
| 2   | Мушко становништво од 0 до 2 године                                                              | 8906     |
| 3   | Женско становништво од 0 до 2 године                                                             | 8697     |
| 4   | Становништво са 3 и више година                                                                  | 290181   |
| 5   | Мушко становништво са 3 и више година                                                            | 139757   |
| 6   | Женско становништво са 3 и више година                                                           | 150424   |
| 7   | Становништво са 5 и више година                                                                  | 277961   |
| 8   | Мушко становништво са 5 и више година                                                            | 133473   |
| 9   | Женско становништво са 5 и више година                                                           | 144488   |
| 10  | Становништво са 12 и више година                                                                 | 234356   |
| 11  | Мушко становништво са 12 и више година                                                           | 111297   |
| 12  | Женско становништво са 12 и више година                                                          | 123059   |
| 13  | Становништво са 15 и више година                                                                 | 215625   |
| 14  | Мушко становништво са 15 и више година                                                           | 101859   |
| 15  | Женско становништво са 15 и више година                                                          | 113766   |
| 16  | Становништво са 18 и више година                                                                 | 196154   |
| 17  | Мушко становништво са 18 и више година                                                           | 92099    |
| 18  | Женско становништво са 18 и више година                                                          | 104055   |
| 19  | Становништво од 3 до 5 година                                                                    | 18126    |
| 20  | Мушко становништво од 3 до 5 година                                                              | 9271     |
| 21  | Женско становништво од 3 до 5 година                                                             | 8855     |
| 22  | Становништво од 6 до 11 година                                                                   | 37699    |
| 23  | Мушко становништво од 6 до 11 година                                                             | 19189    |
| 24  | Женско становништво од 6 до 11 година                                                            | 18510    |
| 25  | Становништво од 8 до 14 година                                                                   | 44236    |
| 26  | Мушко становништво од 8 до 14 година                                                             | 22478    |
| 27  | Женско становништво од 8 до 14 година                                                            | 21758    |
| 28  | Становништво од 12 до 14 година                                                                  | 18731    |
| 29  | Мушко становништво од 12 до 14 година                                                            | 9438     |
| 30  | Женско становништво од 12 до 14 година                                                           | 9293     |
| 31  | Становништво од 15 до 17 година                                                                  | 19471    |
| 32  | Мушко становништво од 15 до 17 година                                                            | 9760     |
| 33  | Женско становништво од 15 до 17 година                                                           | 9711     |
| 34  | Становништво од 18 до 24 године                                                                  | 41186    |
| 35  | Мушко становништво од 18 до 24 године                                                            | 19990    |
| 36  | Женско становништво од 18 до 24 године                                                           | 21196    |
| 37  | Женско становништво од 15 до 49 година                                                           | 86087    |
| 38  | Становништво са 60 и више година                                                                 | 27380    |
| 39  | Мушко становништво са 60 и више година                                                           | 12494    |
| 40  | Женско становништво са 60 и више година                                                          | 14886    |
| 41  | Однос између мушкараца и жена                                                                    | 93.58    |
| 42  | Становништво од нуле до 14 година                                                                | 92159    |
| 43  | Становништво од 15 до 64 године                                                                  | 196735   |
| 44  | Становништво од 65 година и више                                                                 | 18890    |
| 45  | Просечан број деце                                                                               | 2.37     |
| 46  | Становништво рођено у ентитету                                                                   | 282715   |
| 47  | Мушко становништво рођено у ентитету                                                             | 136185   |
| 48  | Женско становништво рођено у ентитету                                                            | 146530   |
| 49  | Становништво рођено у другом ентитету                                                            | 21673    |
| 50  | Мушко становништво рођено у другом ентитету                                                      | 10708    |
| 51  | Женско становништво рођено у другом ентитету                                                     | 10965    |
| 52  | Становништво од 5 година и више резидентно у ентитету у јуну 2005. године                        | 266865   |
| 53  | Мушко становништво старосног доба од 5 година и више, резидентно у ентитету у јуну 2005. године  | 127184   |
| 54  | Женско становништво старосног доба од 5 и више година, резидентно у ентитету у јуну 2005. године | 139681   |
| 55  | Становништво од 5 година и више које је живело у другом ентитету у јуну 2005. године             | 5296     |
| 56  | Мушко становништво старије од 5 година које је живело у другом ентитету у јуну 2005. године      | 2686     |
| 57  | Женско становништво старије од 5 година које је живело у другом ентитету у јуну 2005. године     | 2610     |
| 58  | Становништво од 3 године и више које говори аутохтони језик                                      | 18833    |
| 59  | Мушко становништво старо 3 године и више које говори аутохтони језик                             | 9226     |
| 60  | Женско становништво старо 3 године и више које говори аутохтони језик                            | 9607     |
| 61  | Становништво од 3 године и више које говори аутохтони језик и не говори шпански језик            | 2886     |
| 62  | Мушко становништво старо 3 године и више које говори аутохтони језик и не говори шпански         | 1275     |
| 63  | Женско становништво старо 3 године и више које говори аутохтони језик и не говори шпански језик  | 1611     |
| 64  | Становништво старо 3 године и више које говори аутохтони језик и шпански                         | 15462    |
| 65  | Мушко становништво старо 3 године и више које говори аутохтони језик и шпански                   | 7725     |
| 66  | Женско становништво старо 3 године и више које говори аутохтони језик и шпански                  | 7737     |
| 67  | Становништво од 5 година и више које говори аутохтони језик                                      | 18020    |
| 68  | Становништво од 5 година и више које говори аутохтони језик и не говори шпански језик            | 2351     |
| 69  | Становништво од 5 година и више које говори аутохтони језик и говори шпански језик               | 15201    |
| 70  | Становништво у домородачким домаћинствима                                                        | 24521    |
| 71  | Становништво са ограничењима у активностима                                                      | 11052    |
| 72  | Становништво са ограниченим ходањем или кретањем, горе или доле                                  | 5990     |
| 73  | Становници са ограничењима вида, чак и уз кориштење сочива                                       | 2658     |
| 74  | Становништво са ограничењима говора, комуникације или конверзације                               | 1088     |
| 75  | Становништво са ограниченим слухом                                                               | 1201     |
| 76  | Становништво са ограничењима при одевању, купању или јелу                                        | 535      |
| 77  | Становништво са ограничењима у опажању или учењу једноставних ствари                             | 634      |
| 78  | Становништво са менталним ограничењима                                                           | 1245     |
| 79  | Становништво без ограничења активности                                                           | 295589   |
| 80  | Становништво од 3 до 5 година које не похађа школу                                               | 8613     |
| 81  | Мушко становништво од 3 до 5 година које не похађа школу                                         | 4516     |
| 82  | Женско становништво од 3 до 5 година које не похађа школу                                        | 4097     |
| 83  | Становништво од 6 до 11 година које не похађа школу                                              | 1516     |
| 84  | Мушко становништво од 6 до 11 година које не похађа школу                                        | 824      |
| 85  | Женско становништво од 6 до 11 година које не похађа школу                                       | 692      |
| 86  | Становништво од 12 до 14 година које не похађа школу                                             | 2414     |
| 87  | Мушко становништво од 12 до 14 година које не похађа школу                                       | 1361     |
| 88  | Женско становништво од 12 до 14 година које не похађа школу                                      | 1053     |
| 89  | Становништво од 15 до 17 година похађа школу                                                     | 11052    |
| 90  | Мушко становништво од 15 до 17 година похађа школу                                               | 5413     |
| 91  | Женско становништво између 15 и 17 година живота у школи                                         | 5639     |
| 92  | Становништво од 18 до 24 године похађа школу                                                     | 9740     |
| 93  | Мушко становништво од 18 до 24 године похађа школу                                               | 4913     |
| 94  | Женско становништво од 18 до 24 године похађа школу                                              | 4827     |
| 95  | Становништво од 8 до 14 година које не може да чита и пише                                       | 1661     |
| 96  | Мушко становништво старосног доба од 8 до 14 година које не може да чита и пише                  | 998      |
| 97  | Женско становништво старосног доби од 8 до 14 година које не може да чита и пише                 | 663      |
| 98  | Становништво од 15 година и више које је неписмено                                               | 14436    |
| 99  | Мушко становништво од 15 година и више које је неписмено                                         | 5913     |
| 100 | Женско становништво од 15 година и више које је неписмено                                        | 8523     |
| 101 | Становништво старо 15 и више година без школовања                                                | 17650    |
| 102 | Мушко становништво старо 15 и више година без школовања                                          | 7764     |
| 103 | Женско становништво старо 15 и више година без школовања                                         | 9886     |
| 104 | Становништво старосног доба 15 и више година са непотпуним основним образовањем                  | 28546    |
| 105 | Мушко становништво старосног доба од 15 година и више са непотпуном основним образовањем         | 13476    |
| 106 | Женско становништво старосног доба 15 и више година са непотпуном основним образовањем           | 15070    |
| 107 | Становништво старо 15 и више година са комплетним основним образовањем                           | 35958    |
| 108 | Мушко становништво старо 15 година и више са комплетним основним образовањем                     | 16780    |
| 109 | Женско становништво старо 15 и више година са комплетним основним образовањем                    | 19178    |
| 110 | Становништво старосног доба 15 и више година са непотпуним средњим образовањем                   | 15474    |
| 111 | Мушко становништво старосног доба од 15 година и више са непотпуним средњим образовањем          | 8597     |
| 112 | Женско становништво старосног доба од 15 година и више са непотпуним средњим образовањем         | 6877     |
| 113 | Становништво старо 15 и више година са пуним секундарном образовањем                             | 46489    |
| 114 | Мушко становништво старосног доба од 15 година и више са пуним секундарном образовањем           | 21676    |
| 115 | Женско становништво старосног доба од 15 година и више са пуним секундарном образовањем          | 24813    |
| 116 | Становништво старије од 18 година са постосновним образовањем                                    | 64406    |
| 117 | Мушко становништво старије од 18 година са постосновним образовањем                              | 30652    |
| 118 | Женско становништво старије од 18 година са постосновним образовањем                             | 33754    |
| 119 | Просечна оцена школовања                                                                         | 8.28     |
| 120 | Просечан ниво образовања мушке популације                                                        | 8.36     |
| 121 | Просечан ниво образовања женског становништва                                                    | 8.21     |
| 122 | Економски активно становништво                                                                   | 129330   |
| 123 | Економски активна мушка популација                                                               | 84580    |
| 124 | Економски активна женска популација                                                              | 44750    |
| 125 | Становништво које није економски активно                                                         | 104091   |
| 126 | Мушко становништво које није економски активно                                                   | 26184    |
| 127 | Женско становништво које није економски активно                                                  | 77907    |
| 128 | Запослено становништво                                                                           | 125880   |
| 129 | Запослено мушко становништво                                                                     | 81902    |
| 130 | Запослено женско становништво                                                                    | 43978    |
| 131 | Незапослена популација                                                                           | 3450     |
| 132 | Незапослена мушка популација                                                                     | 2678     |
| 133 | Незапослена женска популација                                                                    | 772      |
| 134 | Становништво без права на здравствене услуге                                                     | 123033   |
| 135 | Становништво које има право на здравствене услуге                                                | 184242   |
| 136 | Становништво које има право на ИМСС                                                              | 89891    |
| 137 | Становништво које има право на социјално осигурање                                               | 19126    |
| 138 | Становништво које има право на државно социјално осигурање                                       | 465      |
| 139 | Становништво које има право на опште осигурање или здравствено осигурање за нову генерацију      | 70449    |
| 140 | Становништво које је било једном или није било у браку током 12 година и више                    | 79519    |
| 141 | Венчано или уједињено становништво од 12 година и више                                           | 131321   |
| 142 | Становништво које је било у браку или уједињено 12 година и више                                 | 23182    |
| 143 | Становништво са католичком религијом                                                             | 280150   |
| 144 | Протестанти, еванђелисти и библијски следбеници различити од еванђелиста                         | 17345    |
| 145 | Становништво са другим религијама различитим од претходних                                       | 243      |
| 146 | Становништво без религије                                                                        | 7720     |
| 147 | Укупно пописаних домаћинства                                                                     | 75848    |
| 148 | Пописна домаћинства на челу са мушкарцима                                                        | 56627    |
| 149 | Пописна домаћинства на челу са женама                                                            | 19221    |
| 150 | Становништво у пописним домаћинствима                                                            | 305583   |
| 151 | Становништво у пописним домаћинствима на челу са мушкарцима                                      | 238201   |
| 152 | Становништво у пописним домаћинствима на челу са женама                                          | 67382    |
| 153 | Укупно домаћинстава                                                                              | 93405    |
| 154 | Укупно насељених домаћинстава                                                                    | 78374    |
| 155 | Укупно приватних кућа                                                                            | 90879    |
| 156 | Насељени приватни домови                                                                         | 75848    |
| 157 | Укупно насељених приватних кућа                                                                  | 78342    |
| 158 | Ненасељене приватне куће                                                                         | 11919    |
| 159 | Појединачна домаћинства за привремену употребу                                                   | 3112     |
| 160 | Становници у насељеним приватним кућама                                                          | 305583   |
| 161 | Насељеност станара у приватним становима                                                         | 4.03     |
| 162 | Просечно становника по соби у приватним насељеним домаћинствима                                  | 1.08     |
| 163 | Појединачна домаћинства са подовима од различитих материјала од земље                            | 68909    |
| 164 | Појединачна домаћинства у приземљу                                                               | 6612     |
| 165 | Појединачна домаћинства са једном спаваћом собом                                                 | 21687    |
| 166 | Појединачна домаћинства са две спаваће собе и више                                               | 53968    |
| 167 | Појединачна домаћинства са једним собом                                                          | 3914     |
| 168 | Појединачна домаћинства са две собе                                                              | 11404    |
| 169 | Појединачна домаћинства са 3 собе и више                                                         | 60295    |
| 170 | Појединачна домаћинства која имају електрично светло                                             | 74944    |
| 171 | Појединачна домаћинства која немају електрично светло                                            | 745      |
| 172 | Појединачна домаћинства која имају водоводну воду у стамбеном простору                           | 71530    |
| 173 | Појединачна домаћинства која немају водоводну воду у стамбеном простору                          | 4083     |
| 174 | Појединачна домаћинства која имају тоалет                                                        | 74985    |
| 175 | Појединачна домаћинства која имају канализацију                                                  | 69389    |
| 176 | Појединачна домаћинства која немају канализацију                                                 | 6158     |
| 177 | Појединачна домаћинства која имају електрично светло, довод воде из јавне мреже и канализацију   | 67181    |
| 178 | Појединачна домаћинства без икаквих услова                                                       | 1102     |
| 179 | Појединачна домаћинства која имају радио                                                         | 56772    |
| 180 | Појединачна домаћинства која имају телевизор                                                     | 72151    |
| 181 | Појединачна домаћинства која имају фрижидер                                                      | 63919    |
| 182 | Појединачна домаћинства која имају машину за веш                                                 | 53663    |
| 183 | Појединачна домаћинства која имају аутомобил или комби                                           | 35999    |
| 184 | Појединачна домаћинства која имају рачунар                                                       | 19848    |
| 185 | Појединачна домаћинства која имају фиксну телефонску линију                                      | 29256    |
| 186 | Појединачна домаћинства која имају мобилни телефон                                               | 55982    |
| 187 | Појединачна домаћинства која имају приступ интернету                                             | 13791    |